# 马图凯马杜
马图凯马杜是巴西南大河州的一个市镇。总面积114.635平方公里，总人口1865人，人口密度16.3人/平方公里。